# Schwanheimer Wald
Schwanheimer Wald este o arie protejată (arie specială de conservare — SAC, sit de importanță comunitară — SCI) din Germania întinsă pe o suprafață de 762,45 ha, integral pe uscat.

## Localizare
Centrul sitului Schwanheimer Wald este situat la coordonatele 50°03′27″N 8°34′46″E / 50.0575°N 8.5794°E.

## Înființare
Situl Schwanheimer Wald a fost declarat sit de importanță comunitară în noiembrie 2004 pentru a proteja 4 specii de animale. Situl a fost protejat și ca arie specială de conservare în martie 2008.

## Biodiversitate
Situată în ecoregiunea continentală, aria protejată conține 6 habitate naturale: Pajiști uscate seminaturale și facies de acoperire cu tufișuri pe substraturi calcaroase (Festuco-Brometalia) (* situri importante pentru orhidee), Fânețe de joasă altitudine (Alopecurus pratensis, Sanguisorba officinalis), Păduri de fag Luzulo-Fagetum, Păduri de stejar sau de stejar și carpen sub-atlantice și medio-europene de Carpinion betuli, Păduri acidofile de stejar bătrân cu Quercus robur pe câmpii nisipoase, Păduri aluvionare cu Alnus glutinosa și Fraxinus excelsior (Alno-Padion, Alnion incanae, Salicion albae).
La baza desemnării sitului se află mai multe specii protejate:
- mamifere (2): liliac cu urechi mari (Myotis bechsteinii), liliac comun (Myotis myotis)
- nevertebrate (2): croitorul mare al stejarului (Cerambyx cerdo), rădașcă (Lucanus cervus)